# استیون روزنبرگ
استیون روزنبرگ (انگلیسی: Steven Rosenberg؛ ‏ ۲ اوت ۱۹۴۰) جراحِ سرطان، پژوهش‌گر و دانشمند در زمینه سرطان‌شناسی لهستانی‌تبار اهل ایالات متحده آمریکا است. وی رئیس بخش جراحی مؤسسه ملی سرطان در بتزدا، مریلند و استاد رشتهٔ جراحی در «واحد خدمات یکپارچه دانشگاه علوم بهداشتی» و «دانشکده پزشکی و علوم بهداشتی دانشگاه جورج واشینگتن» است. او پیشگام توسعه و پیشرفت ایمنی‌درمانی است که منجر به اولین ایمنی‌درمانی مؤثر سرطان و همچنین پیشبرد ژن‌درمانی شد. وی نخستین پژوهشگری است که با موفقیت ژن‌های بیگانه را وارد بدن انسان نمود.
استیون روزنبرگ مدرک کارشناسی زیست‌شناسی و همچنین دکترای پزشکی خود را از دانشگاه جانز هاپکینز دریافت نمود. سپس دوره دستیاری جراحی را در «بیمارستان زنان و بریگام» (دومین بیمارستان بزرگ آموزشی مدرسه پزشکی هاروارد) گذراند و در همان حین مدرک پی‌اچ‌دی بیوفیزیک خود را از دانشگاه هاروارد دریافت داشت. موضوع پایان‌نامه او «پروتئین‌های غشاء گلبول قرمز انسان» بود که در سال ۱۹۶۸/۱۹۶۹ از آن دفاع کرد. پس از اتمام دورهٔ دستیاری جراحی، وی رئیس بخش جراحی مؤسسه ملی سرطان شد و این سِـمَـت را تا کنون نیز حفظ کرده‌است. پژوهش‌های او متمرکز بر ایمنی‌درمانی سرطان است.
وی برندهٔ جایزه مرکز پزشکی آلبانی و دارندهٔ مدال افتخار انجمن سرطان آمریکا است.